# Хаманџићи
Хаманџићи је насељено место у Босни и Херцеговини у општини Травник. Административно припада Федерацији Босне и Херцеговине, односно њеном Средњобосанском кантону. Према попису становништва из 2013. у насељу је било 258 становника, а већинску популацију чинили су Бошњаци.

## Становништво
По последњем службеном попису становништва из 2013. године у овом насељу живело је 258 становника, а село је било етнички хомогено са већинском бошњачком популацијом.
| Националност | 2013. | 1991.        | 1981.        | 1971.        |
| Бошњаци      | —     | 497 (99,20%) | 460 (97,66%) | 424 (95,50%) |
| Хрвати       | —     | 0            | 1 (0,21%)    | 0            |
| Срби         | —     | 3 (0,60%)    | 10 (2,12%)   | 20 (4,50%)   |
| остали       | —     | 1 (0,20%)    | 0            | 0            |
| Укупно       | 258   | 501          | 471          | 444          |